# 大阪市立十三小学校
大阪市立十三小学校（おおさかしりつ じゅうそうしょうがっこう）は、大阪府大阪市淀川区にある公立小学校。阪急電鉄十三駅の東側を校区とする。
1922年に神津尋常高等小学校（現在の大阪市立神津小学校）の分校として発足し、1926年に独立校となった。その後児童数の増加により大阪市木川尋常小学校（現在の大阪市立木川小学校）を分離している。2000年代時点では、1学年1学級の小規模校となっている。

## 沿革
学校所在地周辺は大正時代まで西成郡神津町に属していた。神津町では、大阪市街地の北部に近接する地理条件であったことに加え、十三駅の開業などにより人口が増加し、住宅地へと変化していった。
そのため神津町大字小島（現在地）に1922年7月5日、西成郡神津尋常高等小学校小島分校を設置したた。この時に設置された小島分校が、現在の十三小学校の前身となっている。
神津町は1925年に大阪市に編入された。神津町大字小島は東淀川区十三東之町へ改称したが、引き続き小島分校と称した。編入後の1926年12月に小島分校が独立し、大阪市十三尋常小学校として開校した。さらに児童数が増加したため、1936年11月1日付で木川を校区から分離し、大阪市木川尋常小学校（現在の大阪市立木川小学校）が独立している。
1941年には国民学校令により、大阪市十三国民学校に改称した。
太平洋戦争の戦局悪化により、大阪市の国民学校では1944年以降学童疎開が実施されることになった。学童集団疎開は各行政区ごとに疎開先の府県が指定された。東淀川区（現淀川区の区域含む）の小学校では大阪府北摂方面が疎開先として割り当てられ、十三国民学校では大阪府豊能郡南豊島村・中豊島村（いずれも現在の豊中市曽根・服部付近）に集団疎開を実施した。学童疎開は終戦後の1945年10月まで続いた。
1947年の学制改革により、大阪市立十三小学校となった。2009年末には新校舎が完成し、2010年1月より使用を開始している。

### 年表
- 1922年7月5日 - 西成郡神津尋常高等小学校小島分校を設置。
- 1925年4月1日 - 神津村が大阪市に編入されたことに伴い、大阪市神津尋常小学校小島分校となる。
- 1926年12月1日 - 独立校となり、大阪市十三尋常小学校と称する。
- 1936年11月1日 - 大阪市木川尋常小学校を分離。
- 1941年4月1日 - 国民学校令により、大阪市十三国民学校と改称。
- 1947年4月1日 - 学制改革により、大阪市立十三小学校と改称。
- 2008年12月26日 - 新校舎建て替え工事のため仮設プレハブ校舎へ仮移転。
- 2009年12月25日 - 新校舎へ移転。2010年1月より新校舎での授業を開始。

## 通学区域
- 大阪市淀川区 十三東1丁目～5丁目。

卒業生は大阪市立十三中学校に進学する。

## 交通
- 阪急電鉄十三駅 北東へ約700m。